# Das Lied von Eis und Feuer

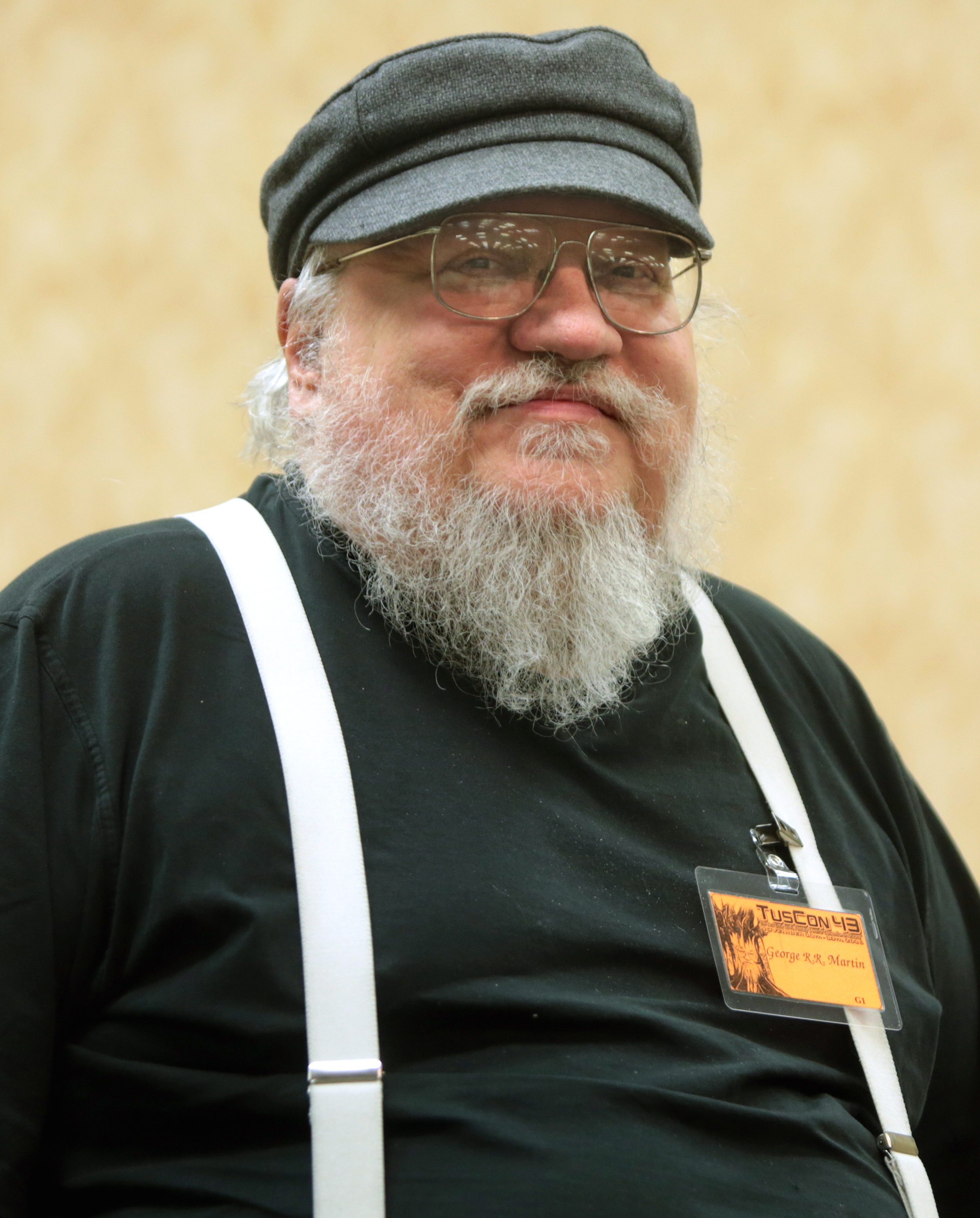
George R. R. Martin (2016)

Das Lied von Eis und Feuer, im Englischen A Song of Ice and Fire, ist eine Fantasy-Saga des US-amerikanischen Autors George R. R. Martin. Zwischen 1996 und 2011 sind fünf Bände in der englischen Originalfassung erschienen, zwei weitere sind zum Abschluss der Saga vorgesehen. Die Bücher wurden weltweit 85 Millionen Mal verkauft und in 47 Sprachen übersetzt.
In Deutschland existieren verschiedene Ausgaben. Neben einer bisher fünf Bände umfassenden 1:1-Übersetzung ist vor allem die Fassung verbreitet, in der die ursprünglichen fünf Werke in jeweils zwei Bände aufgeteilt wurden, so dass die deutsche Ausgabe in diesem Fall zehn Bände umfasst. Hinzu kommen bislang fünf Novellen, die ca. 100 Jahre vor der Romanhandlung spielen. 2014 erschien ein Handbuch zur Geschichte von Martins Welt.
Das fiktive Universum der Saga ähnelt dem europäischen Mittelalter, gemischt mit Fantasy-Elementen. Martin legt einen Fokus auf die „dunklere Seite“ von Menschen und Gesellschaft und die moralischen Schattierungen der Charaktere, im Gegensatz zur – in der Fantasyliteratur traditionell deutlichen – Zuschreibung von Gut und Böse.
Die auf den Büchern beruhende Serienverfilmung, welche von 2011 bis 2019 lief, trägt den Titel Game of Thrones. Als Spin-off bzw. Prequel zu Game of Thrones ging im August 2022 die Serie House of the Dragon auf Sendung. Außerdem wird die englischsprachige Graphic-Novel-Serie seit 2012 unter dem Titel A Game of Thrones: The Graphic Novel veröffentlicht.

## Handlung

### Grundzüge
Die Handlung spielt in einer Welt, in der sich Jahreszeiten über mehrere Jahre hinziehen können und die Dauer von Sommer und Winter nicht vorhersehbar ist, während die Übergänge im Herbst und Frühling verhältnismäßig kurz sind. Mit Beginn der Handlung neigt sich gerade ein ungewöhnlich langer Sommer seinem Ende entgegen.
Der hauptsächliche Handlungsort ist der Kontinent Westeros. Über den Großteil von Westeros erstrecken sich die Sieben Königslande, die seit beinahe 300 Jahren ein Königreich bilden. Das Königreich ist stark feudalistisch geprägt. Die einzelnen Teile des Reichs unterscheiden sich teilweise deutlich in ihrer Kultur, Religion, ihren klimatischen Bedingungen und ihrer Gesellschaftsordnung. Viele der ausgearbeiteten Details in Westeros und auch in Essos (z. B. der "Titan von Braavos") sind der europäischen und asiatischen Geschichte entliehen.
Eine zentrale Rolle spielen die großen Adelshäuser, die je eines der sieben Königslande relativ autonom beherrschen. Das Reich wurde seit seiner Gründung durch das Haus Targaryen regiert, bis durch einen Krieg 14 Jahre vor Beginn der Romanhandlung die Macht auf das Haus Baratheon unter Führung von Robert Baratheon überging.
Die Handlung setzt in Robert Baratheons letztem Regierungsjahr ein. Zwischen den mächtigsten Adelshäusern bauen sich zunehmend Spannungen auf, die nach Roberts Tod zum offenen Thronkampf führen. Insbesondere die ehemaligen Berater des Königs, die Brüder des verstorbenen Herrschers und die einflussreichen Häuser Lannister (in der neueren deutschen Übersetzung „Lennister“) und Stark spielen eine tragende Rolle in dem folgenden jahrelangen und von zahlreichen Intrigen geprägten Konflikt: dem sogenannten „Krieg der fünf Könige“. Der Thronkampf ist in den ersten drei Originalbänden ein zentrales Leitthema der Handlung in den Sieben Königslanden, während die Folgen des Krieges im vierten und fünften Band noch eine wichtige Rolle spielen.
Die Haupthandlung wird durch zwei zusätzliche Handlungsstränge erweitert und ergänzt: Die Nachtwache, Bewacher der Mauer an der abgelegenen Nordgrenze des Reiches, sieht sich der Bedrohung durch Wildlinge und Untote gegenüber; zudem wird laut Prophezeiungen mit dem Einbruch des bevorstehenden, mehrjährigen Winters eine Invasion der im Norden lebenden mysteriösen „Anderen“ befürchtet. Währenddessen versuchen auf dem Nachbarkontinent Essos die überlebenden Mitglieder des abgesetzten Herrschergeschlechts Targaryen und deren Gefolgsleute, einen Weg zu finden, den Thron von Westeros zurückzuerobern.

### Aufbau und Stil
Bisher hat jedes Kapitel eine zentrale Hauptfigur, aus deren Sichtweise die Handlung des Kapitels beschrieben wird. Der erste Band begann mit neun zentralen Figuren, doch nach Abschluss des fünften Bandes gibt es derzeit 31 Personae. Neue Reflektorfiguren sind dem Leser meist bereits aus vorangegangenen Kapiteln bekannt, sodass sich die Meinung des Lesers über den Charakter wiederholt ändern kann. Die Geschichte gewinnt zunehmend an Komplexität: Die Gesamtzahl der in den Büchern namentlich erwähnten Figuren beträgt mittlerweile über tausend Personen, darunter dutzende Hauptcharaktere.
Martin legt großen Wert auf die detaillierte Charakterzeichnung seiner Figuren, dementsprechend findet man im Lied von Eis und Feuer kaum stereotype Bösewichte oder Helden. Eine weitere Besonderheit der Serie ist, dass Martin sich nicht an gängige Klischees hält und daher nicht davor zurückschreckt, auch bedeutende Hauptcharaktere seiner Geschichte unerwartet sterben zu lassen. Dadurch gelingt es Martin, ein hohes Maß an Spannung aufzubauen, da keiner der Charaktere sicher ist. In einem TV-Interview mit Conan O’Brien sagte Martin dazu:

„Wir haben alle Filme gesehen, in denen der Held in der Klemme steckt – er ist von 20 Leuten umzingelt, aber man weiß, dass er davonkommen wird, weil er der Held ist. Man hat eigentlich keine Angst um ihn. Ich will, dass meine Leser und die Zuschauer [der Fernsehserie Game of Thrones] Angst haben, wenn meine Figuren in Gefahr sind. Ich will, dass sie sich davor fürchten umzublättern, weil es die nächste Figur nicht überleben könnte.“

## Einflüsse
Martin hat wiederholt geäußert, dass für ihn das Leitthema jeder Erzählung das „menschliche Herz im Konflikt mit sich selbst“ sei (the human heart in conflict with itself); nur darüber lohne es sich zu schreiben, wie es William Faulkner bei der Verleihung des Nobelpreises für Literatur ausgedrückt habe. Ansonsten spiele das Genre der Erzählung keine Rolle. Martin nennt als wichtigsten künstlerischen Einfluss die Bücher seiner Kindheit, insbesondere Der Herr der Ringe. Sein größter Kritikpunkt an Imitatoren von J. R. R. Tolkiens Werk war, dass deren Handlung häufig in einer Art utopischem „Disneyland-Mittelalter“ stattfinde. Um diesen Mangel an Ernsthaftigkeit und Realismus zu vermeiden, ließ er sich zusätzlich von historischen Romanen sowie von Begebenheiten des europäischen Mittelalters beeinflussen. Dazu zählen die Rosenkriege, die Kreuzzüge, der Kampf Wilhelms des Eroberers um den englischen Thron sowie der Hundertjährige Krieg. Aus diesem Grund werden auch Magie und fantastische Kreaturen lediglich sporadisch und sehr subtil eingesetzt. Den Schwerpunkt der Handlung bilden die Intrigen und Machtkämpfe der herrschenden Klasse.
Das Lied von Eis und Feuer soll unter anderem von der siebenbändigen französischen Buchreihe Les Rois Maudits (englischer Titel The Accursed Kings) des französischen Romanautors Maurice Druon inspiriert worden sein, die den Hundertjährigen Krieg zwischen England und Frankreich thematisiert.

## Rezeption und Rezension
Die breite Rezeption beim zeitgenössischen Publikum und die Aufforderung an den Autor, weiterzuschreiben („Schreib, George! Schreib!“), sind einige der zentralen Themen in den deutschsprachigen Rezensionen des Liedes von Eis und Feuer.
Die Neue Zürcher Zeitung verortet das Epos im Februar 2015 abseits „von einem abgehobenen Kostümschinken“ und attestiert Qualität: „Das Panoptikum in Raum und Zeit bedient sich phantastischer Elemente, um die mannigfachen kulturellen Aspekte subtil in die Gegenwart zu holen. Die Frage etwa, wie die Staatsräson auf Bedrohung antworten soll, könnte aktueller nicht sein.“
Die Frankfurter Allgemeine Zeitung schrieb im Juli 2012:

„Martins Faible für die Komplikation, das den Kolportageprunk ins Literarische hebt, weil es eine straffe Inhaltskontrolle erfordert, verträgt eine möglichst große Fülle literarischer Kunstgriffe. Seit Beginn der Reihe werden die Ereignisse daher aus zahlreichen Blickwinkeln erzählt. Obwohl Martin uralte Lesersehnsüchte nach Massen saftiger Handlung stillt, ist seine Präsentation einer Welt von Machtgier, Hass und Rache dabei überaus zeitgenössisch. […] Zu seiner Vollendung treiben Martins Leser den Autor, der vier Jahre für die Fertigstellung des vierten Teils und sechs für die des fünften brauchte, im Internet regelmäßig zurück an seinen Schreibtisch. Ihr Drängen ist egoistisch, aber erklärlich. Besser als durch Martins Romane lässt sich die Befürchtung, Unterhaltungsliteratur verrate das literarische Kunstwerk an Marktzwänge und Lesererwartungen, augenblicklich kaum widerlegen. Das ‚Lied von Eis und Feuer‘ feiert die literarische Autonomie mit einem großen Fest des Erzählens.“

## Bände
Ursprünglich sollte die Saga drei Bände umfassen. Da die Geschichte während des Schreibprozesses anwuchs, stieg die Zahl der geplanten Nachfolgewerke sukzessive an. Mittlerweile plant Martin, die Handlung in sieben Bänden abzuschließen.
Nachdem die ersten drei Bände der Serie in kürzeren Abständen erschienen waren, benötigte Martin für den vierten Band, A Feast for Crows, ungefähr fünf Jahre. Trotz seiner Versicherung im Jahr 2005, der fünfte Band der Buchreihe sei schon fast fertiggestellt, erschien A Dance with Dragons erst am 12. Juli 2011. Martin erklärte die lange Verzögerung mit Komplikationen bei der Zusammenführung der zunehmend komplexen Handlungsstränge.
Martin hatte das Skript für den noch unveröffentlichten sechsten Band, The Winds of Winter, ursprünglich im Oktober 2015 einreichen sollen, dies dann aber zunächst auf den 31. Dezember 2015 verschoben. Er erklärte am 2. Januar 2016 in seinem Blog, dass er die Arbeiten am Manuskript nicht rechtzeitig habe abschließen können. Stattdessen sei er noch Monate entfernt von einer Fertigstellung, wenn er auch schon hunderte von Seiten geschrieben habe. Im Mai 2019 erklärte Martin in seinem Blog, dass seine Arbeiten an The Winds of Winter weiterhin nicht beendet seien. Er dementierte damit aufgekommene Spekulationen, den sechsten Teil der Reihe bereits fertiggestellt zu haben und den Roman absichtlich auf Wunsch von HBO oder der Game-of-Thrones-Produzenten zurückzuhalten. Daneben schrieb Martin, mit der Arbeit an dem letzten Roman der Reihe, A Dream of Spring, noch nicht begonnen zu haben und dies erst zu tun, wenn The Winds of Winter vollständig ausgearbeitet sei.

### Englisch
(Hörbuch-Version: gelesen von Roy Dotrice):
- A Game of Thrones. 1996, ISBN 0-553-10354-7.
- A Clash of Kings. 1999, ISBN 0-553-10803-4.
- A Storm of Swords. 2000, ISBN 0-553-10663-5.
- A Feast for Crows. 2005, ISBN 0-553-80150-3.
- A Dance with Dragons. 2011, ISBN 978-0-553-80147-7.

Folgende Bände sind geplant:
- The Winds of Winter
- A Dream of Spring

Dazu erscheint das Werk als Graphic Novel:
- A Game of Thrones: The Graphic Novel: Volume One. 2012, ISBN 978-0-440-42321-8.
- A Game of Thrones: The Graphic Novel: Volume Two. 2013, ISBN 978-0-440-42322-5.
- A Game of Thrones: The Graphic Novel: Volume Three. 2014, ISBN 978-0-440-42323-2.

### Deutsch
In Deutschland sind verschiedene Varianten des englischsprachigen Originals erschienen.
Der Verlag Ulisses Medien und Spiel Distribution verlegt eine dem Original entsprechende 1:1-Auflage der Bände in deutscher Sprache. Die Anzahl ist auf 1000 Stück limitiert. 200 Exemplare davon sind durchnummeriert und vom Autor handsigniert.
- Eisenthron. 2004, ISBN 3-89064-532-1.
- Königsfehde. 2004, ISBN 3-89064-533-X.
- Schwertgewitter. 2005, ISBN 3-89064-534-8.
- Krähenfest. 2006, ISBN 3-89064-535-6.
- Drachenreigen. 2012, ISBN 978-3-89064-536-0.

Der Verlag Blanvalet, ab Buch neun Penhaligon, teilte für die deutsche Taschenbuchausgabe die ersten fünf Bände in jeweils zwei Bücher auf. Seit Ende 2010 erscheint eine neue Übersetzung. Eine der auffälligsten Änderungen ist dabei die Verdeutschung einiger Namen.
1. Die Herren von Winterfell. 1997, ISBN 3-442-24729-2.
2. Das Erbe von Winterfell. 1998, ISBN 3-442-24730-6.
3. Der Thron der Sieben Königreiche. 2000, ISBN 3-442-24923-6.
4. Die Saat des goldenen Löwen. 2000, ISBN 3-442-24934-1.
5. Sturm der Schwerter. 2001, ISBN 3-442-24733-0.
6. Die Königin der Drachen. 2002, ISBN 3-442-24734-9.
7. Zeit der Krähen. 2006, ISBN 3-442-24350-5.
8. Die dunkle Königin. 2006, ISBN 3-442-24416-1.
9. Der Sohn des Greifen. 2011, ISBN 978-3-7645-3104-1.
10. Ein Tanz mit Drachen. 2012, ISBN 978-3-7645-3102-7.

Penhaligon hat auch eine gebundene Ausgabe aufgelegt.
1. Der Winter naht. 2016, ISBN 978-3764531522
2. Unser ist der Zorn. 2016, ISBN 978-3764531584
3. Hört mich brüllen. 2016, ISBN 978-3764531591
4. Hoch hinaus. 2017, ISBN 978-3764531805
5. Ein grimmiger Feind, ein treuer Freund. 2017, ISBN 978-3764531812

Die erste produzierte Hörbuch-Version von 20 von Audible produzierten Titeln wurde von Reinhard Kuhnert gelesen, dabei entsprachen je zwei Hörbuchteile einem deutschen Taschenbuch; seit 2012 erschienen sie auch auf MP3-CDs entsprechend der deutschen Bucheinteilung.
Am 12. August 2015 erschien eine Sammelbox, die die ersten sechs deutschen Hörbücher enthält, unter dem Titel Der Krieg der Könige.
Am 18. Oktober 2021 erschien eine weitere Box mit den Teilen sieben bis zehn unter dem Namen Das Spiel der Königinnen.
2025 erschienen die Romane in neuer, von Stefan Kaminski gelesener Hörbuch-Version bei Random House Audio.

## Verbundene Werke

### Novellen
Bislang wurden sechs Novellen zur Serie veröffentlicht. Die ersten drei Geschichten beziehen sich auf den Heckenritter Dunk und seinen Knappen Ei (im Original Egg) und sind etwa ein Jahrhundert vor den Ereignissen im Lied von Eis und Feuer angesiedelt. Die ersten beiden Novellen erschienen in den Anthologien Legends (deutsch Der 7. Schrein) und Legends II (deutsch Legenden. Lord John, der magische Pakt) des Autors und Herausgebers Robert Silverberg. Die dritte Novelle erschien in der Anthologie Warriors von Martin und Gardner Dozois. Auf Deutsch wurde sie zusammen mit den ersten beiden im Sammelband Der Heckenritter von Westeros: Das Urteil der Sieben (2013) veröffentlicht.
Ende 2013 ist mit The Princess and the Queen, or, the Blacks and the Greens eine vierte Novelle in dem von Martin und Dozois herausgegebenen Band Dangerous Women erschienen. Die Geschichte behandelt den Thronkampf zwischen den Targaryen, der bekannt ist als der „Tanz der Drachen“. 2014 erschien die fünfte Novelle The Rogue Prince, or, A King’s Brother in dem von Martin und Dozois herausgegebenen Band Rogues. Dort wird die Vorgeschichte zum besagten Bürgerkrieg behandelt. Mit The Sons of the Dragon erschien 2017 in der Anthology The Book of Swords, welche wiedermals von Dozois herausgegeben wurde und bei der Martin im Gegensatz zu den beiden vorangegangen lediglich die Novelle beisteuerte, die sechste Novelle. Letztere drei Novellen sind ebenfalls im Handbuch Fire & Blood (deutsch Feuer und Blut - Erstes Buch: Aufstieg und Fall des Hauses Targaryen von Westeros) zu finden.
Die Geschichten The Hedge Knight und The Sworn Sword wurden später auch als Graphic Novel umgesetzt und erschienen in einer deutschen Version unter dem Titel Der Heckenritter und Der Heckenritter II – Das verschworene Schwert im Panini Verlag.
Bisher erschienen:
Novellen:
- The Hedge Knight. 1998 (deutsch Der Heckenritter. In: Der 7. Schrein. 1999, ISBN 3-453-15299-9)
- The Sworn Sword. 2003 (deutsch Das verschworene Schwert. In: Legenden. Lord John, der magische Pakt. 2005, ISBN 3-492-70094-2)
- The Mystery Knight. 2010 (deutsch Der geheimnisvolle Ritter. In: Der Heckenritter von Westeros: Das Urteil der Sieben. 2013, ISBN 978-3-7645-3122-5)
- The Princess and the Queen, or, the Blacks and the Greens. 2013 (deutsch Die Prinzessin und die Königin oder die Schwarzen und die Grünen. In: Königin im Exil. 2015, ISBN 978-3-7341-6012-7)
- The Rogue Prince, or, A King’s Brother. 2014 (deutsch Der Bruder des Königs. In: Der Bruder des Königs und 20 weitere Kurzromane.2016, ISBN 978-3-7645-3175-1)
- The Sons of the Dragon. 2017 (in: The Book of Swords). ISBN 978-0399593765

Comics:
- The Hedge Knight. 2004, Dabel Brothers Productions (deutsch Der Heckenritter. Panini Comics, 2007, ISBN 978-3-86607-482-8)
- The Sworn Sword. 2008, Marvel Comics (deutsch Der Heckenritter – Das verschworene Schwert. Panini Comics, 2013, ISBN 978-3-86201-538-2)
- The Mystery Knight. 2017, Random House LCC US (deutsch Der Heckenritter III – Der geheimnisvolle Ritter. Panini Comics, 2018, ISBN 978-3-7416-0678-6)

Hörbuch (mp3-CD):
- Der Heckenritter von Westeros: Das Urteil der Sieben. – ungekürzte Lesung von Reinhard Kuhnert (Random House Audio, 2013, ISBN 978-3-8371-2571-9)

### Handbücher
Ende Oktober 2014 erschien mit The World of Ice & Fire: the Untold History of Westeros and the Game of Thrones ein von Martin mit Hilfe von Elio Garcia und Linda Antonsson verfasstes Handbuch. Es bietet in Form eines fiktiven Geschichtswerks eine „historische Darstellung“ von Martins Welt.
- George R. R. Martin, Elio Garcia, Linda Antonsson: The World of Ice & Fire: the Untold History of Westeros and the Game of Thrones. Bantam, New York 2014.
  - deutsche Übersetzung: George R. R. Martin, Elio Garcia, Linda Antonsson: Westeros: Die Welt von Eis und Feuer – Game of Thrones Penhaligon Verlag, München 2015, ISBN 978-3-7645-3136-2.

Ende 2018 erschien mit Fire & Blood das zweite fiktive Geschichtswerk. Es befasst sich detaillierter als The World of Ice & Fire mit der Familie der Targaryens von ihrer Thronbesteigung bis etwa 150 Jahre vor Beginn der Handlung vom Lied von Eis und Feuer.
- George R. R. Martin: Fire & Blood. Bantam, New York 2018.
  - deutsche Übersetzung: George R. R. Martin: Feuer und Blut – Erstes Buch: Aufstieg und Fall des Hauses Targaryen von Westeros. Penhaligon Verlag, München 2018.

### Fernsehserie
Der Sender HBO begann 2007 mit der Produktion der Fernsehserie Game of Thrones nach Vorlage des Liedes von Eis und Feuer. Nach dem Casting, den Vorarbeiten und der Erstellung eines Pilotfilms begannen die eigentlichen Dreharbeiten zur Serie am 26. Juli 2010.
Wenngleich sich die Serie zu Beginn eng an die Buchvorlage hielt, gab es mit dem Fortschreiten der Handlung zahlreiche Abweichungen. Die Produzenten David Benioff und D. B. Weiss betonten, dass ab der zweiten Staffel keine 1:1-Verfilmung der Bücher vorgesehen sei, sondern vielmehr der gesamte Stoff des Liedes von Eis und Feuer adaptiert werde, wobei Teile aus anderen Büchern in die jeweilige Staffel einflössen. Bis 2017 wurden sieben Staffeln produziert, die achte und letzte wurde von April bis Mai 2019 ausgestrahlt.
HBO und George R.R. Martin haben angekündigt, noch mindestens drei Spinoff-Serien zu Game of Thrones nach dem Ende der Show zu produzieren, die auf nicht verwendetem und erweitertem Material zu Das Lied von Eis und Feuer basieren werden.

### Spiele
Mit den Jahren und den steigenden Leserzahlen wurde Das Lied von Eis und Feuer von einer reinen Fantasy-Saga immer mehr zu einer Marke. So erschienen im Lauf der Zeit zahlreiche Nebenprodukte, teilweise ebenfalls mit großem Erfolg.
- Ein Brettspiel unter dem Titel „A Game of Thrones“ (deutscher Titel: „Der Eiserne Thron“) sowie zwei Erweiterungen des Spieles mit den Titeln „A Clash of Kings“ (deutscher Titel: „Die Thronkriege“) und „A Storm of Swords“ (deutscher Titel: „Sturm der Schwerter“). Der Vertrieb des Spiels liegt in den Händen von Fantasy Flight Games.
- Ein englisches Living Card Game mit dem Namen „A Game of Thrones“, ebenfalls vertrieben von Fantasy Flight Games. Die deutsche Ausgabe des Spiels erscheint seit Juli 2012 unter dem Titel „Der eiserne Thron – das Kartenspiel“ beim Heidelberger Spieleverlag.
- Ein weiteres Brettspiel von FFG, bei dem es sich um eine Mischung aus Tabletop und Rollenspiel handelt, mit dem Namen „Battles of Westeros“. Im Grundspiel enthalten sind Einheiten der Häuser Stark und Lannister. Die erste Erweiterung trägt den Titel „Wardens of the West“, die zweite Erweiterung „Wardens of the East“ ist im Herbst 2010 erscheinen. Der Heidelberger Spieleverlag brachte die deutsche Version (als „Die Schlachten von Westeros“) im Oktober 2010 heraus. Deutsche Ausgaben der Erweiterungen sind im Jahr 2011 erschienen. Im August 2012 bringt FFG die „House Baratheon Army Expansion“, die erstmals Einheiten des Hauses Baratheon hinzufügt. Die deutsche Version „Haus Baratheon – Truppen-Erweiterung“ wurde im Herbst 2012 herausgebracht.
- Ein Pen-&-Paper-Rollenspiel, welches von Green Ronin vertrieben wird.
- Eine Computerspiel-Umsetzung in Form eines Echtzeit-Strategiespiels: „A Game of Thrones: Genesis“ erschien im Oktober 2011 vom Entwickler Cyanide Studios bisher ausschließlich für den PC. Es erhielt jedoch in der Fachpresse nur mäßige Bewertungen.
- Ein Computer-Rollenspiel mit dem Titel „Game of Thrones“, ebenfalls unter Entwicklung von Cyanide Studio, erschienen im Mai 2012 (Nordamerika) beziehungsweise Juni 2012 (Europa) für PC, PlayStation 3 und Xbox 360. Das Spiel führt neue Charaktere ein und erzählt eine unabhängige, vorzeitige Handlung zur Romanserie.
- Ein englischsprachiges Browserspiel und Social Network Game mit dem Namen „Game of Thrones: Ascent“ vom Entwicklerstudio Disruptor Beam ist seit Februar 2013 gratis verfügbar. Das vom US-Bezahlsender HBO lizenzierte Spiel orientiert sich an der Fernsehserie Game of Thrones, greift aber auch auf Charaktere und Ereignisse der Buchreihe zurück. Das Spiel war zunächst nur auf Facebook zugänglich, mittlerweile kann man es ebenfalls über die Online-Plattform Kongregate sowie direkt über die Entwickler-Webseite spielen. Trotz einer Vielzahl von Bugs, die mittlerweile großteils behoben wurden, hat das Spiel in der Fachpresse mäßige bis gute Bewertungen erhalten.[28][29]
- Am 2. Dezember 2014 veröffentlichte Telltale Games die erste (Game of Thrones – Episode 1: Iron from Ice) von sechs geplanten Episoden eines PC-Spiels, das in der Welt von Das Lied von Eis und Feuer angesiedelt ist. Die Handlung setzt zur Mitte des dritten Buches ein und behandelt das Schicksal des Hauses Forrester, das loyal zu Haus Stark steht.[30]